# Franziska Brauße
Franziska Brauße ([ˈbʁaʊ̯zə], * 20. November 1998 in Metzingen) ist eine deutsche Radsportlerin und Olympiasiegerin.

## Sportliche Laufbahn
2012 errang Franziska Brauße ihren ersten nationalen Titel, als sie deutsche Meisterin der Schüler im Straßenrennen wurde. 2014 wurde sie deutsche Jugendmeisterin in der Einerverfolgung, und im 500-Meter-Zeitfahren belegte sie Platz zwei. Im Jahr darauf wurde sie deutsche Juniorenmeister in der Einerverfolgung sowie gemeinsam mit Katja Breitenfellner, Isabell Seif und Laura Süßemilch in der Mannschaftsverfolgung. Bei den deutschen Bahnmeisterschaften 2016 errang sie im Punktefahren sowie in der Einerverfolgung jeweils den Juniorinnen-Titel. Im selben Jahr startete sie bei den Straßenradsport-Weltmeisterschaften in Doha. Im Straßenrennen der Junioren wurde sie Siebte und im Einzelzeitfahren Sechste.
Ebenfalls 2016 wurde Brauße für die Bahn-Europameisterschaften der Elite im französischen Saint-Quentin-en-Yvelines nominiert. 2017 wurde sie gemeinsam mit Alina Lange erste deutsche Meisterin im Zweier-Mannschaftsfahren.
Am 1. Juli 2019 wechselte Brauße zum WNT Rotor Pro Cycling Team. Im selben Jahr wurde sie sowohl U23-Europameisterin als auch Europameisterin der Elite in der Einerverfolgung und war mit drei deutschen Meistertiteln die erfolgreichste Sportlerin bei den deutschen Meisterschaften im Bahnradsport 2019.
Bei der Bahnrad-WM 2020 im Februar in Berlin gewann sie mit dem deutschen Frauen-Vierer mit Lisa Klein, Lisa Brennauer und Gudrun Stock in der Mannschaftsverfolgung mit der neuen deutschen Rekordzeit von 4:11,039 Minuten die Bronzemedaille.
2021 wurde Brauße für die Teilnahme an den Olympischen Spielen in Tokio nominiert, wo sie im Zweier-Mannschaftsfahren und in der Mannschaftsverfolgung startete. In der Mannschaftsverfolgung errang sie mit Klein, Brennauer und Mieke Kröger Gold. Während des olympischen Wettbewerbs stellte der deutsche Frauen-Vierer drei Mal hintereinander einen neuen Weltrekord auf und konnte letztlich den bestehenden Rekord des britischen Vierers von den Olympischen Spielen 2016 in Rio de Janeiro um rund sechs Sekunden auf 4:04,242 Minuten verbessern.
Im olympischen Jahr wurde Brauße zudem Europameisterin (mit Brennauer, Kröger, Reißner und Süßemilch) sowie Weltmeisterin in der Mannschaftsverfolgung (mit Brennauer, Kröger und Süßemilch). Darüber hinaus wurde sie Vize-Weltmeisterin in der Einerverfolgung. In den Jahren darauf war sie in der Mannschaftsverfolgung Europameisterin 2022 (erneut mit Brennauer, Klein und Kröger), in der Einerverfolgung Weltmeisterin 2022 und Europameisterin 2023. Ihren zweiten Olympia-Auftritt hatte sie bei den 2024, als sie im Omnium 18. wurde, im Madison zusammen mit Lena Charlotte Reißner 13., und in der Mannschaftsverfolgung gemeinsam mit Klein, Kröger und Reißner den sechsten Rang belegte.

## Ehrungen
Im November 2021 wurde Franziska Brauße von Bundespräsident Frank-Walter Steinmeier mit dem Silbernen Lorbeerblatt ausgezeichnet. Im selben Jahr wurde sie als Mitglied des Bahn-Vierers gemeinsam mit Mieke Kröger, Lisa Brennauer, Lisa Klein und Laura Süßemilch zur Mannschaft des Jahres gekürt. Am 7. Oktober 2022 gewann sie mit dem Bahnrad-Team (Lisa Brennauer, Lisa Klein und Mieke Kröger) die Goldene Henne in der Kategorie Sport.

## Erfolge

### Bahn

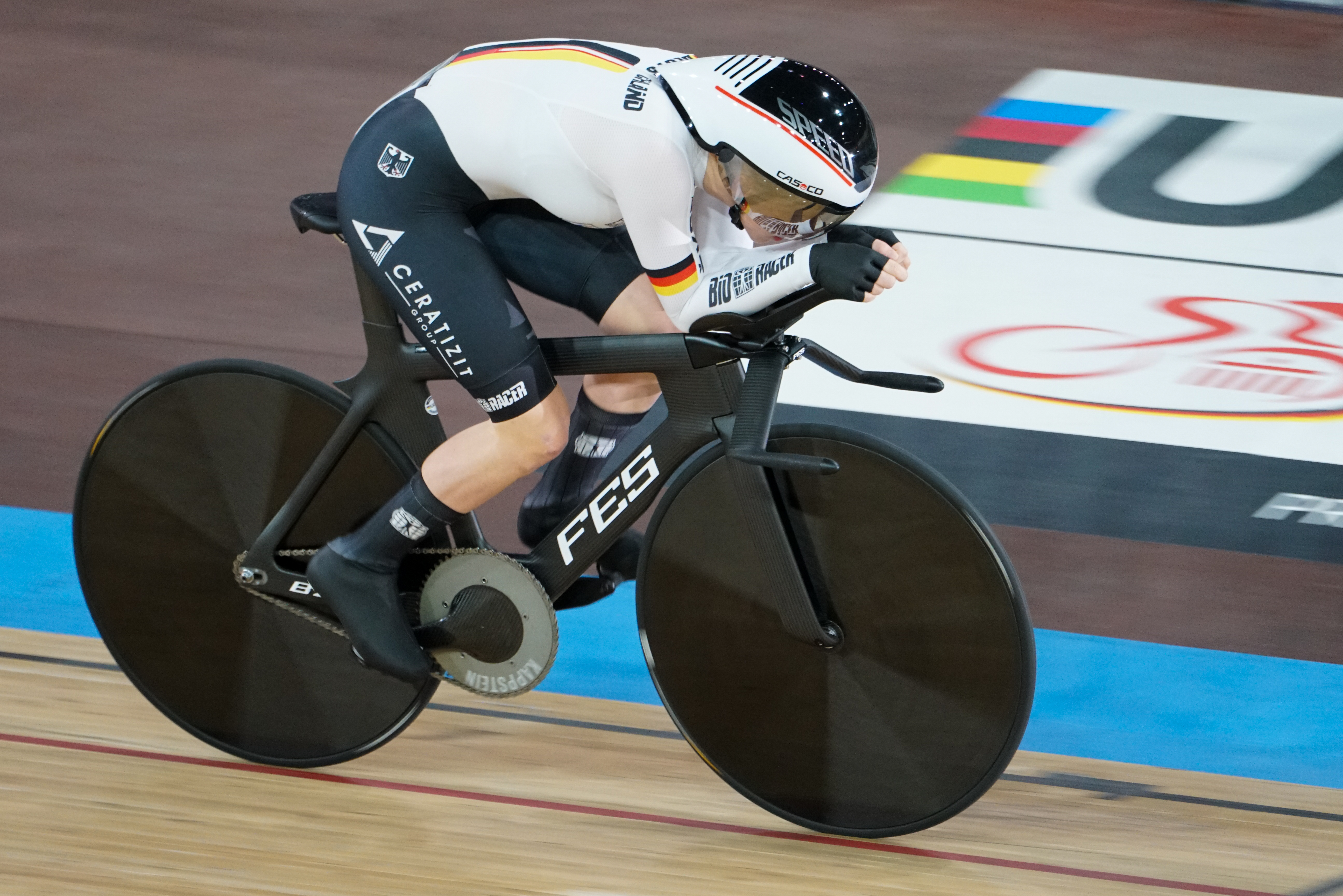
Brauße in der Qualifikation der Einerverfolgung bei der Bahn-WM 2020

2014
- Deutsche Jugend-Meisterin – Einerverfolgung

2015
- Deutsche Junioren-Meisterin – Mannschaftsverfolgung (mit Katja Breitenfellner, Isabell Seif und Laura Süßemilch)

2016
- Deutsche Junioren-Meisterin – Einerverfolgung, Punktefahren

2017
- Europameisterschaft (U23) – Mannschaftsverfolgung (mit Tatjana Paller, Gudrun Stock und Laura Süßemilch)
- Deutsche Meisterin – Zweier-Mannschaftsfahren (mit Alina Lange)

2018
- U23-Europameisterschaft – Omnium
- U23-Europameisterschaft – Mannschaftsverfolgung (mit Michaela Ebert, Lea Lin Teutenberg und Laura Süßemilch)

2019
- Europameisterin – Einerverfolgung
- Europameisterschaft – Mannschaftsverfolgung (mit Lisa Brennauer, Gudrun Stock, Lisa Klein und Mieke Kröger)
- U23-Europameisterin – Einerverfolgung
- U23-Europameisterschaft – Mannschaftsverfolgung (mit Michaela Ebert, Lena Charlotte Reißner und Laura Süßemilch)
- Deutsche Meisterin – Omnium, Einerverfolgung, Zweier-Mannschaftsfahren (mit Lea Lin Teutenberg), Mannschaftsverfolgung (mit Charlotte Becker, Tanja Erath und Lea Lin Teutenberg)
- Europameisterschaft – Mannschaftsverfolgung (mit Lisa Brennauer, Gudrun Stock, Lisa Klein und Mieke Kröger)

2020
- Weltmeisterschaft – Einerverfolgung, Mannschaftsverfolgung (mit Lisa Brennauer, Lisa Klein und Gudrun Stock)
- U23-Europameisterin – Einerverfolgung
- U23-Europameisterschaft – Zweier-Mannschaftsfahren (mit Lea Lin Teutenberg), Mannschaftsverfolgung (mit Lena Charlotte Reißner, Finja Smekal und Lea Lin Teutenberg)
- U23-Europameisterschaft – Punktefahren

2021
- Olympiasiegerin – Mannschaftsverfolgung (mit Lisa Brennauer, Lisa Klein und Mieke Kröger)
- Europameisterin – Mannschaftsverfolgung (mit Lisa Brennauer, Mieke Kröger, Lena Charlotte Reißner und Laura Süßemilch)
- Weltmeisterin – Mannschaftsverfolgung (mit Lisa Brennauer, Mieke Kröger und Laura Süßemilch)
- Weltmeisterschaft – Einerverfolgung

2022
- Europameisterin – Mannschaftsverfolgung (mit Lisa Brennauer, Lisa Klein und Mieke Kröger)
- Nations’ Cup in Glasgow – Mannschaftsverfolgung (mit Lisa Klein, Mieke Kröger und Laura Süßemilch)
- Weltmeisterin – Einerverfolgung

2023
- Europameisterin – Einerverfolgung
- Europameisterschaft – Mannschaftsverfolgung (mit Lisa Klein, Mieke Kröger,  und Laura Süßemilch)
- Deutsche Meisterin – Ausscheidungsfahren, Einerverfolgung, Zweier-Mannschaftsfahren (mit Lea Lin Teutenberg), Mannschaftsverfolgung (mit Hanna Dopjans, Lana Eberle und Lea Lin Teutenberg)
- Weltmeisterschaft – Einerverfolgung

2024
- Europameisterschaft – Einerverfolgung
- Europameisterschaft – Mannschaftsverfolgung (mit Lisa Klein, Mieke Kröger, Lena Charlotte Reißner und Laura Süßemilch)
- Weltmeisterschaft – Mannschaftsverfolgung (mit Lisa Klein, Mieke Kröger, Lena Charlotte Reißner und Laura Süßemilch)
- Deutsche Meisterin – Omnium

2025
- Europameisterschaft – Mannschaftsverfolgung (mit Lisa Klein, Mieke Kröger und Laura Süßemilch)
- Nations Cup in Konya – Mannschaftsverfolgung (mit Laura Süßemilch, Lisa Klein und Messane Bräutigam)
- Deutsche Meisterin – Einerverfolgung, Mannschaftsverfolgung (mit Laura Süßemilch, Lana Eberle und Lisa Klein)

### Straße
2023
- eine Etappe Giro della Toscana Femminile

2024
- Chrono Gatineau